# Vrouwen uit het verzet

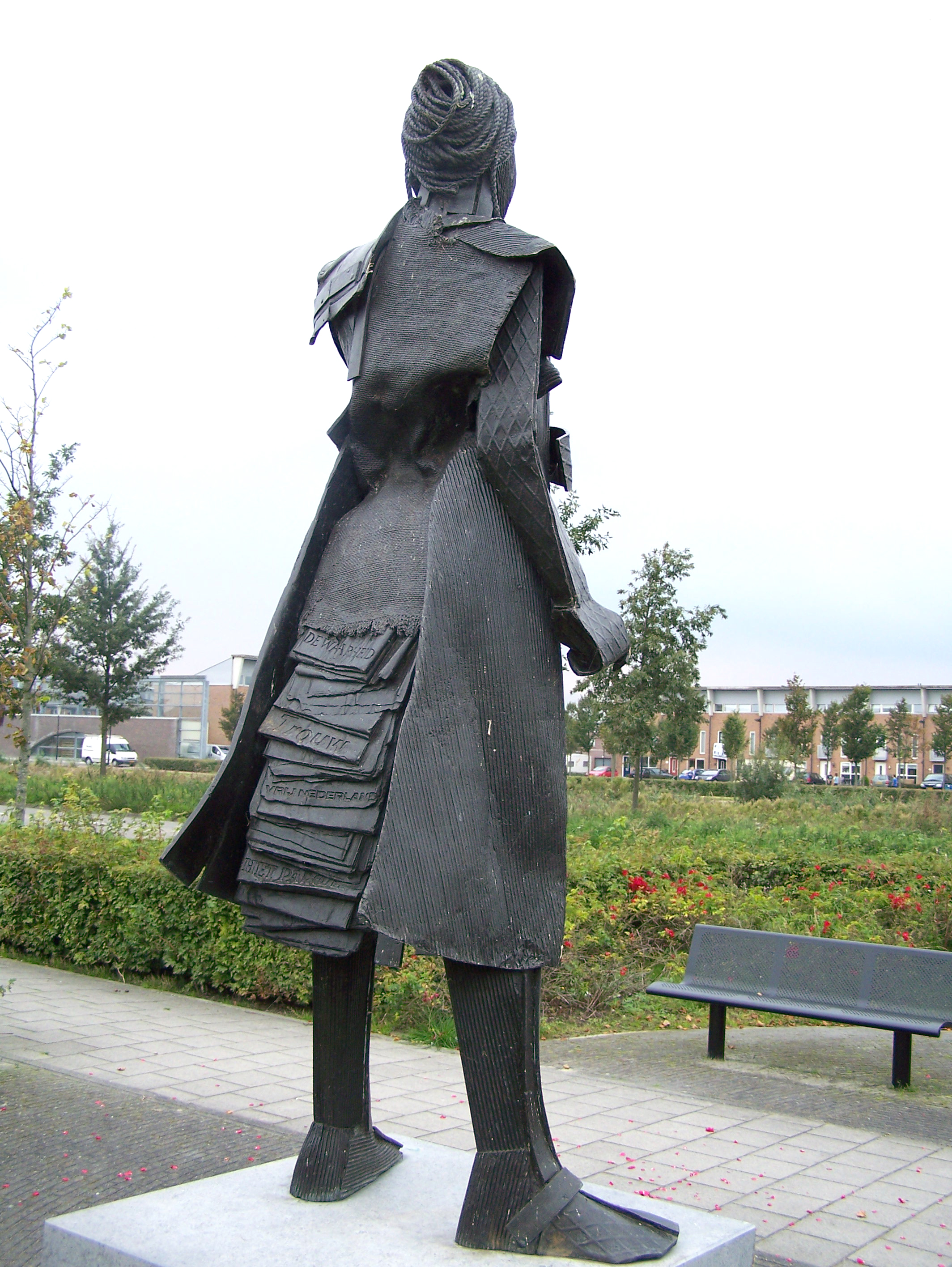
achterzijde

Het monument Vrouwen uit het verzet in Heerhugowaard is opgericht ter nagedachtenis aan vrouwen die tijdens de Tweede Wereldoorlog actief waren in het Nederlands verzet. Het beeld wordt ook wel Vrouwen in het verzet genoemd.

## Achtergrond
In de nieuwbouwwijk Zuidwijk/Huygenhoek werden 21 straten vernoemd naar verzetsvrouwen die tijdens de oorlog zijn omgekomen in de concentratiekampen. Beeldhouwer Elly Baltus kreeg de opdracht een monument te maken dat de volgende generaties aan deze vrouwen herinnert. Baltus maakte een vrouwenfiguur en gebruikte voor de jurk een oude deur van een deportatietrein en voor de kampkleding ribkarton. Het geheel is vervolgens in brons gegoten.
Het oorlogsmonument werd op 9 december 1999 onthuld door burgemeester Evert Vermeer en Stien Spier, lid van het comité Vrouwen van Ravensbrück. Jaarlijks worden tijdens Nationale Dodenherdenking bij het monument bloemen en kransen gelegd.

## Beschrijving
Het gedenkteken bestaat uit een bronzen vrouwenfiguur ten voeten uit, staande op een eenvoudige natuurstenen sokkel. De vrouw is gekleed in een eenvoudige jurk en houdt haar linkerarm gebogen voor het lichaam. Ze heeft haar rechterhand gebald. In de jurk zijn namen van verzetskranten gegraveerd, zoals Het Parool, Vrij Nederland en Trouw.
Op de 90 centimeter hoge sokkel zijn aan de voorzijde regels opgenomen uit Het lied der achttien dooden, een gedicht van Jan Campert: 

Maar 't hart dat het niet laten kon
schuwt nimmer het gevaar;
het weet hoe eenmaal in dit land
de vrijheid werd geëerd

De zijkanten vermelden de namen van de overledenen: Jacqueline Louise van der Aa, Johanna Antonia Maria (Annie) Bartels-Striethorst, Hendrika Blokland-Pater, Elisabeth (Betsie) ten Boom, Reina Prinsen Geerligs, Henriëtte Augusta Haak-van Eek, Aleid Ingeborg (Inge) van Hardenbroek, Anna Heringa-Jongbloed, Catherina Florentina (Cato) Kuijken-van den Eijnde, Helena Theodora Kuipers-Rietberg, Anna Clasina op 't Landt, Jantina Christina Langerhorst, Geertruida (Truus) van Lier, Rachel Neter-Montanhes, Juliana Wilhelmina Dessauvagie-van der Noordaa, Henriëtte Henriquez Pimentel, Anna Louisa Salomons, Johanna Slagter-Dingsdag, Christina Maria Smoorenburg, Tilly de Vries en Maria Clasina Zegwaart-de Korte.